# Église de Péribonka
L'église Saint-Édouard est un établissement patrimonial religieux construit de 1948 à 1949 dans la municipalité de Péribonka.